# Algonkiner

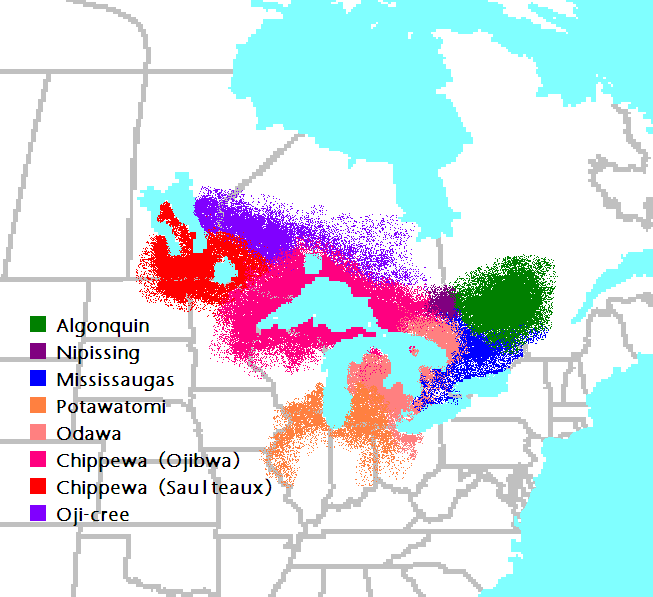
Utbredning av algonkiner omkr år 1800 (grönt)

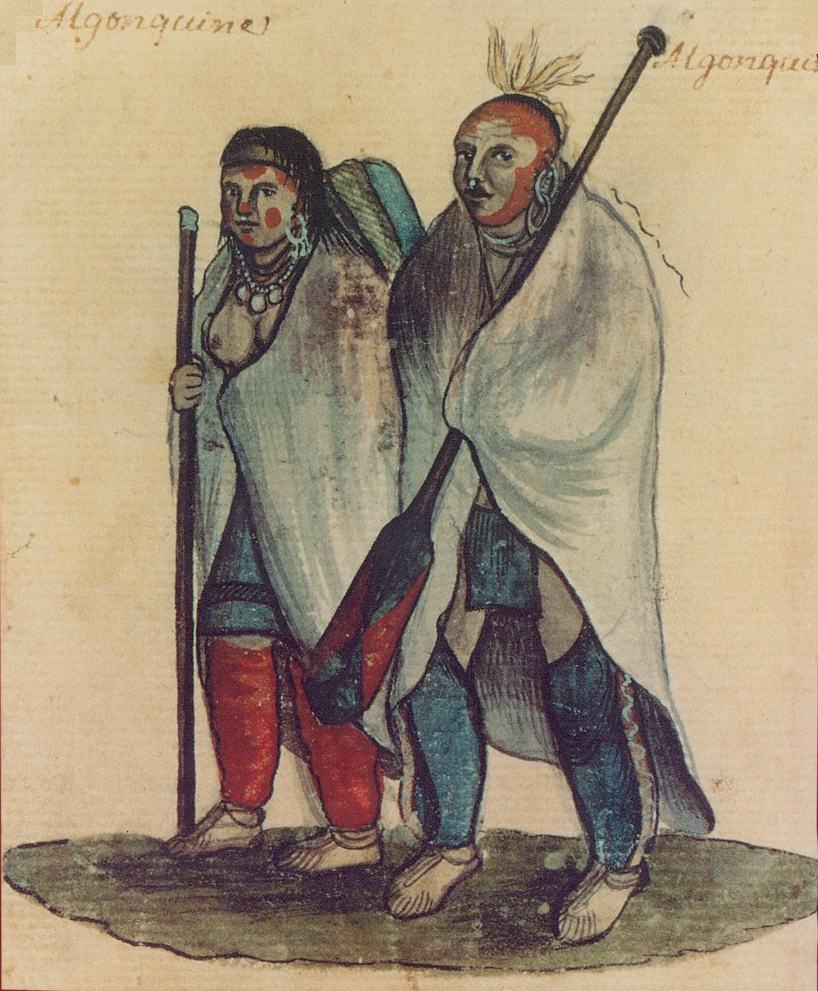
Algonkinskt par, akvarell från 1700-talet

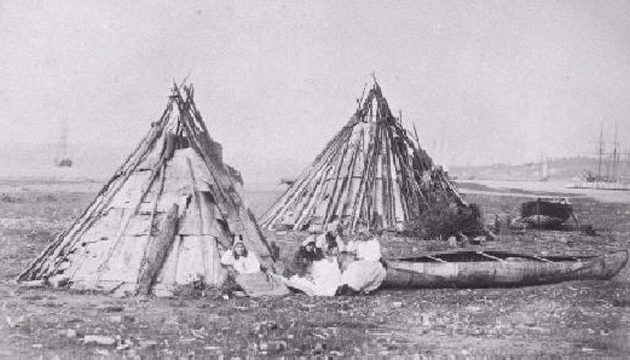
Traditionella algonkinska hus, wigwam

Algonkiner är en nordamerikansk ursprungsbefolkning vars historiska bosättningsområde är i det nordöstra skogsområdet. De har i dag status av First Nation i Kanada och indiannation i USA. Algonkinerna ingår i den större lingvistiska och kulturella algonkingruppen, vilka innefattar talarna av algonkinspråk. De talar algonkinska (Omàmiwininìmowin) vilket är en variant av anishinaabemowin, som är ett av cirka tjugo algonkinspråk. 
Algonkinfolket är nära besläktade med Ojibwa och Odawa, som tillsammans bildar kulturgruppen Anishinaabeg. 2016 identifierade sig 40 880 personer i Kanada sig som algonkiner eller att de var av algonkinsk härkomst.

## Historik
Före kontakten med de europeiska kolonisatörerna levde algonkinstammarna relativt fristående av varandra i stora områden runt Ottawa-floden, och nordväst om dagens Ottawa och Montreal. De jagade och handlade med andra grupper i ett stort område i det som i Kanada kallas den östra skogsområdet (eastern woodlands) och in i det subarktiska området.
Algonkinernas relation till irokeserna var ansträngda och algonkinerna är bland annat kända för att ha varit fransmännens allierade under krigen mot Irokesförbundet och Storbritannien under de fransk-indianska krigen i slutet av 1600-talet och under 1700-talet. Den fientliga inställningen gällde inte mellan alla algonkiner och irokeser, t.ex. så levde algonkiner fredligt tillsammans med katolska irokeser i närheten av Montréal.
Algonkinstammarna var de första ursprungsamerikanerna norr om Mexiko som kom i närmare kontakt med de vita nybyggarna, vilka bland annat fick en del lånord av dem, som t. ex. totem.

## Samhälle
Algonkinerna bodde traditionellt i en wigwam, ett koniskt hus av trä, som vanligtvis var täckt av näver från björk. De levde av jakt, handel och på de sydligaste breddgraderna idkade de jordbruk.
Varje person i algonkinsamhället tillhörde en av flera klaner på fädernet. Klanerna representerades genom olika djurtotem, exempelvis trana, varg, björn eller lom. Det var förbjudet att gifta sig med medlemmar ur samma klan. Samhället var i stor utsträckning jämlikt men äldre klanmedlemmar och klanöverhuvuden tog på sig rollen som ledare.

## Religion
Den traditionella algonkinska religionen är animistisk med inslag av schamaner som fungerade som kontakt mellan andevärlden och den fysiska världen. De trodde att världen genomsyrades av en urkraft som de kallade Kitchi Manitou eller enbart Manitou. Den här kraften hade skapat universum och fanns överallt, i såväl människor och djur som i vattnet, solen och månen.

## Språk
Idag talar algonkinerna (utöver olika europeiska språk) algonkinska, ett språk med 1 575 talare och som därför anses utrotningshotat.
Historiskt sett finns det belägg för att algonkinerna hade flera modersmål, möjligen fyra stycken. När män och kvinnor bildade familj mellan olika språkgrupper inom algonkingruppen och fick barn tillsammans så lärde sig barnen både mammans och pappans språk. Bland annat talades språket loup (som betyder varg), språket dog dock ut någon gång på 1700-talet i och med att fler algonkiner började tala engelska. 